# Godfrey Harold Hardy
Godfrey Harold Hardy (Cranleigh, 7 de fevereiro de 1877 — Cambridge, 1 de dezembro de 1947) foi um matemático inglês.

## Carreira
É conhecido principalmente na teoria dos números e análise matemática. De 1931 a 1942 foi Professor Sadleiriano de Matemática Pura na Universidade de Cambridge.
Publicou o livro autobiográfico A mathematician's Apology (Em defesa de um matemático), defendendo o valor da matemática pura e da dimensão estética da matemática. Foi escrito no final de sua vida, quando não mais se sentia capaz de produzir "matemática criativa". Seu amigo e biógrafo, C. P. Snow, afirmou na introdução que preparou para a edição do livro que era um "livro de tristeza enorme", o "testamento de um artista criativo".
Seu relacionamento profissional com o matemático indiano Srinivasa Ramanujan e os seus trabalhos publicados em 1914 o tornaram célebre. Hardy imediatamente reconheceu Ramanujan como um aluno de destaque, por seus raciocínios inovadores, e a partir disso, Hardy e Ramanujan começaram a trabalhar conjuntamente. Em uma entrevista feita por Paul Erdős a Hardy, quando Hardy foi questionado sobre qual seria a sua grande contribuição para a matemática, sem hesitar, disse que foi Ramanujan. Ele denominou a parceria de "o único incidente romântico na sua vida".

## Publicações
- Hardy, G. H. (2012) [1st pub. 1940, with foreword 1967]. A Mathematician's Apology. With a foreword by C. P. Snow. Cambridge: Cambridge University Press. ISBN 9781107295599 online A reimpressa Mathematician's Apology com uma introdução de CP Snow foi recomendada por Marcus du Sautoy no programa de rádio da BBC A Good Read em 2007.[2]
- Hardy, G. H. (1999) [1st pub. Cambridge University Press: 1940]. Ramanujan: Twelve Lectures on Subjects Suggested by his Life and Work. Providence, RI: AMS Chelsea. ISBN 978-0-8218-2023-0
- Hardy, G. H.; Wright, E. M. (2008) [1st ed. 1938]. An Introduction to the Theory of Numbers. Revised by D. R. Heath-Brown and J. H. Silverman, with a foreword by Andrew Wiles 6th ed. Oxford: Oxford University Press. ISBN 978-0-19-921985-8
- Hardy, G. H. (2008) [1st ed. 1908]. A Course of Pure Mathematics. With a foreword by T. W. Körner 10th ed. [S.l.]: Cambridge University Press. ISBN 978-0-521-72055-7
- Hardy, G. H. (2013) [1a. ed. Clarendon Press: 1949]. Divergent Series 2a. ed. Providence, RI: American Mathematical Society. ISBN 978-0-8218-2649-2. LCCN 49005496. MR 0030620. OCLC 808787 online
- Hardy, G. H. (1966–1979). Collected papers of G. H. Hardy; including joint papers with J. E. Littlewood and others. Edited by a committee appointed by the London Mathematical Society. Oxford: Clarendon Press. ISBN 0-19-853340-3. OCLC 823424 Vol.1 Vol.3 Vol.6 Vol.7
- Hardy, G. H.; Littlewood, J. E.; Pólya, G. (1952) [1a. ed. 1934]. Inequalities 2a, ed. Cambridge: Cambridge University Press. ISBN 978-0-521-35880-4
- Hardy, G. H. (1970) [1st pub. 1942]. Bertrand Russell and Trinity. With a foreword by C. D. Broad. [S.l.]: Cambridge University Press. ISBN 978-0-521-11392-2